# Штрогейм, Эрих фон
Эрих Освальд Ханс Карл Мария фон Штро́гейм (нем. Erich Oswald Hans Carl Maria von Stroheim; 22 сентября 1885, Вена — 12 мая 1957, Морпа) — американский кинорежиссёр, актёр, сценарист.

## Биография

### В Австрии (1885—1908)
Эрих Штрогейм сочинил свою биографию. Оказавшись в Соединённых Штатах, он присвоил себе аристократическое имя и титул (граф Эрих Освальд Ханс Карл Мария фон Штрогейм и Норденвалль); позже, в Голливуде, превратился в офицера с богатым военным прошлым. На самом деле он родился в состоятельной еврейской семье; отец, Бенно Штрогейм, коммерсант, женившись на пражанке Йоханне Бонди, с помощью её богатых родителей открыл фабрику, выпускавшую соломенные и фетровые шляпы; в дальнейшем фирма Stroheim & Co производила не только шляпы.
По окончании средней школы Штрогейм в 1901—1904 годах учился в Граце в Коммерческой академии, некоторое время работал на отцовской фабрике. С детства влюблённый в военную форму, в апреле 1906 года он пытался поступить на военную службу, однако из-за своего невысокого роста (168 см) и физической слабости был признан непригодным для строевой службы; чуть больше полугода он находился в армии, в кавалерии, в качестве вольноопределяющегося, но в декабре был уволен. Несбывшуюся мечту Штрогейм в дальнейшем осуществит в своих собственных и в чужих фильмах: сыграет около двух десятков офицеров, от лейтенантов до фельдмаршала.
В 1908 году обстоятельства, до сих пор не вполне выясненные, заставили Штрогейма покинуть Австро-Венгрию.

### В США (1909—1929)
В 1909 году он впервые пересёк океан и в конце ноября оказался на берегах Америки. Много лет спустя Штрогейм утверждал, будто первые три года своего пребывания в стране он служил в американской армии; однако, как и многое в его свидетельствах, это не соответствует действительности: в январе 1911 года он действительно записался в эскадрон первого кавалерийского полка штата Нью-Йорк, но уже в марте того же года был отчислен. К этому времени он успел исколесить всю Америку; представившись по прибытии австрийским аристократом, Штрогейм в первые годы зарабатывал на жизнь в качестве чернорабочего, грузчика, мойщика посуды, официанта. В конце концов он стал журналистом, писал небольшие пьесы, одновременно выступал в варьете.
Желание стать режиссёром в 1914 году привело Штрогейма в Лос-Анджелес. Он работал в Голливуде, в том числе у Д. У. Гриффита в фильмах «Рождение нации» (1915), «Нетерпимость» (1916) и «Сердца мира» (1918), в качестве ассистента режиссёра, технического директора, художника по костюмам, использовался одновременно как статист и каскадёр. В 1915—1917 годах он снимался в основном в таких ролях, которые не указывали в титрах; после вступления Соединённых Штатов в войну Штрогейм, с его легендой о богатом армейском прошлом и самовольно присвоенным офицерским чином, оказался востребован и как консультант, и как актёр: среди его ролей появились Лейтенант, Офицер, Адъютант — сначала безымянные, в 1918 году уже с именами: лейтенант Курт фон Шнидитц («Неверующий»), фон Бикель («Варвар внутри»); но больше всего запомнился зрителям его Эрих фон Эберхард в фильме Алана Холубара «Сердце человечества», — Штрогейм настолько преуспел в создании образа врага, циничного и безжалостного (в фильме Холубара его герой, помимо прочего, выбрасывал из окна ребёнка, мешавшего ему своим плачем), что ненависть американцев в конце концов обратилась на него самого.

#### Первые фильмы

Штрогейм в фильме «Глупые жёны»

В 1919 году на киностудии «Юниверсал» Штрогейм дебютировал как режиссёр фильмом «Слепые мужья», в котором он был одновременно сценаристом, художником по костюмам и исполнителем одной из главных ролей — лейтенанта Эриха фон Штойбена. Брутальный немецкий офицер военных лет теперь, в мирное время, превратился в мелкого негодяя и соблазнителя чужих жён, подбирающего, впрочем, лишь то, что плохо лежит, — в конце концов, именно благодаря ему «слепой муж» осознаёт, что уделяет слишком мало внимания своей любящей жене. Уже первый фильм Штрогейма заметно отличался от аналогичных произведений, поставленных в стиле Сесиля де Милля, — нехарактерным для тогдашнего немого кино в целом реализмом, в том числе естественностью поведения персонажей, не стремившихся, как это было принято в те годы, компенсировать отсутствие звука преувеличенной мимикой и жестикуляцией.
Даже в этом недорогом по сравнению с более поздними фильме Штрогейм превысил бюджет в несколько раз; однако кассовый успех «Слепых мужей» позволил киностудии окупить все расходы. Второй фильм Штрогейма, снятый в том же году, «Отмычка дьявола» (The Devil’s Pass Key), не сохранился, но закрепил успех режиссёра и позволил приступить к наиболее значительной работе первых лет — вышедшему на экраны в 1922 году фильму «Глупые жёны», в котором самому себе Штрогейм отвёл роль очередного негодяя в военной форме, но уже не столь мелкого. «Графа» Карамзина исследователи толкуют как самопародию, в той или иной мере присутствующую и в других фильмах режиссёра: Карамзин — такой же фальшивый граф, как сам Штройгейм, и, очень вероятно, такой же фальшивый офицер, бежавший из своей страны (в фильме — из революционной России) и отчасти вынужденный зарабатывать на жизнь чем и как придётся.
Размах, присущий Карамзину в частной жизни, сам Штрогейм демонстрировал в своей режиссёрской деятельности: его возраставшая от фильма к фильму расточительность, несмотря на кассовый успех, раздражала руководство студии, и четвёртый фильм, «Карусель», ему не удалось завершить. Продюсер фирмы Ирвинг Тальберг хотел уволить Штрогейма ещё в процессе работы над «Глупыми жёнами», но не смог, поскольку Штрогейм исполнял в фильме главную роль; и хотя режиссёр обещал в следующем фильме в бюджет уложиться, Тальберг, не поверив, настоял на том, чтобы в «Карусели» в главной роли снимался другой актёр.

#### В зените славы
Во время съёмок «Карусели» между Штрогеймом и руководством студии возник конфликт, закончившийся его отстранением от работы над фильмом незадолго до окончания съёмок; сменивший его Руперт Джулиан переснял большую часть уже отснятого материала, и, поскольку Штрогейм под этим фильмом подписываться отказался, в титрах был указан только Джулиан. В октябре 1922 года фирма расторгла контракт; однако, несмотря на слухи (нередко преувеличенные) о его безумной расточительности, репутация Штрогейма-режиссёра к тому времени была уже столь высока, что, едва выйдя за порог «Юниверсал», он тотчас получил предложение от «Метро-Голдвин-Мейер», со значительно более высоким окладом.

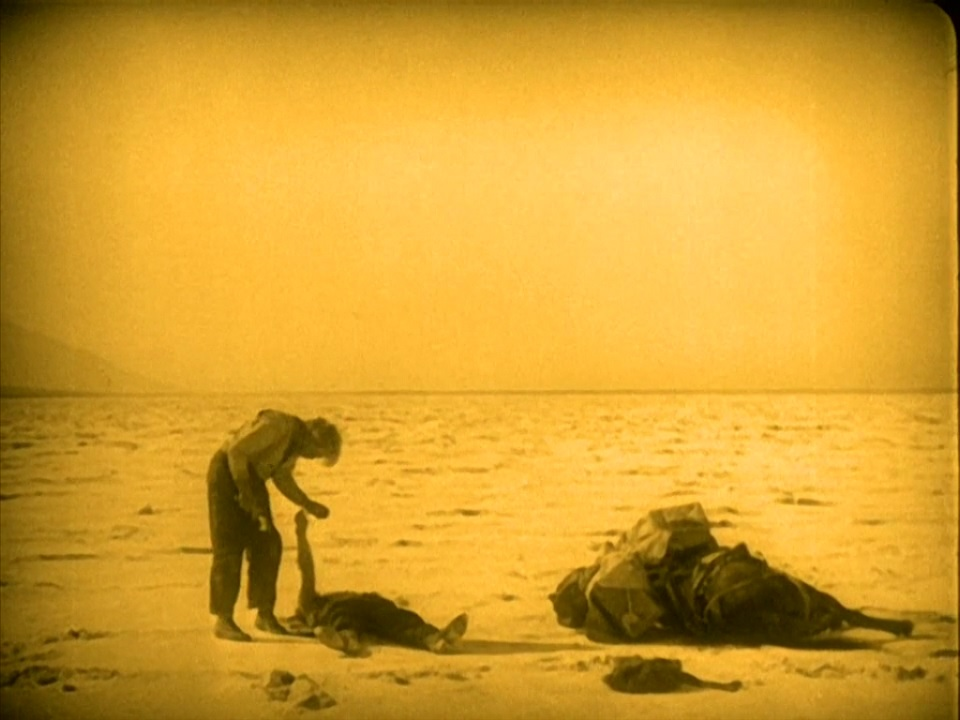
«Алчность», финал в Долине Смерти

Здесь Штрогейм уже в конце 1922 года приступил к работе над фильмом «Алчность» по повести Фрэнка Норриса «Мактиг. Сан-францисская история». Этот фильм стал вершиной его режиссёрской деятельности: хотя не все поклонники Штрогейма считают «Алчность» его лучшим созданием, именно этот фильм по различным опросам занимает самые высокие позиции среди лучших фильмов всех времён. Однако против воли Штрогейма по требованию продюсеров фильм был многократно сокращён (с 42 катушек до 10). Поскольку сам режиссёр согласился сократить фильм лишь до 24 катушек, дальнейшее сокращение произвела киностудия. Окончательную версию сам Штрогейм отказался признать своей, однако именно в таком, сокращённом виде фильм известен зрителям; оригинальная версия, по-видимому, не сохранилась.
Оскорблённый режиссёр тем не менее оказался вынужден продолжить работу на «Метро-Голдвин-Мейер» и по заказу киностудии экранизировать оперетту Франца Легара «Весёлая вдова». Штрогейм предложил весьма своеобразную трактовку оперетты, съёмки проходили в постоянных конфликтах со «звёздами», назначенными на главные роли руководством студии (сам Штрогейм всегда предпочитал работать не со звёздами); дело дошло до того, что по требованию исполнительницы главной роли Штрогейм был отстранён от работы над фильмом; спасла его съёмочная группа, отказавшаяся работать с другим режиссёром.
Исключительный коммерческий успех «Весёлой вдовы», вышедшей на экраны в 1925 году, позволил Штрогейму покинуть «Метро-Голдвин-Мейер» и приступить к реализации собственного замысла под названием «Свадебный марш» на студии «Paramount Pictures».

#### Последние фильмы
«Свадебный марш» (The Wedding March), в котором Штрогейм, как в ранних своих фильмах, сам сыграл главную роль, иногда называют автобиографическим — по традиции, сложившейся в те времена, когда вымышленная биография режиссёра ещё считалась подлинной: венский аристократ Николас фон Вильделибе-Рауфенбург, офицер императорской гвардии, — тот, кем Штрогейм хотел быть, но никогда не был. Если не автобиографичность, то автопортретизм, нередко ироничный и даже злой, присутствует в «Свадебном марше», как и во многих других фильмах Штрогейма.
Работа над фильмом завершилась очередным конфликтом и разрывом; перемонтаж студия поручила Джозефу фон Штернбергу, который, по собственному убеждению, сделал всё, чтобы спасти фильм, по мнению Штрогейма, совершенно исказил его замысел. В конце жизни Штрогейму удалось частично восстановить оригинальную версию.
Оказавшемуся без работы режиссёру ещё один шанс предоставила Глория Свенсон, в годы славы Штрогейма, как и многие известные актёры, в том числе Грета Гарбо, мечтавшая сняться в его фильме. В 1926 году Свенсон основала собственную киностудию, на которой и была предпринята попытка реализовать совместный проект, получивший название «Королева Келли».
К новому фильму Штрогейм подошёл во всеоружии не только «гениальности» (этот эпитет сопровождал и ранние его фильмы), но и творческой зрелости, и мастерства, — при всём обаянии «Слепых мужей», отснятый материал «Королевы Келли» свидетельствует об огромном пути, пройденном режиссёром за эти десять лет; «Королева Келли» могла стать лучшим фильмом Штрогейма, но стала ещё одной незавершённой работой. Дорогостоящие, как всегда у Штрогейма, съёмки затягивались, а между тем наступала эра звукового кино, — опасаясь, что к моменту завершения работы немой фильм уже не сможет заинтересовать публику и не окупит расходы, Глория Свенсон отстранила Штройгема от работы. Фильм заканчивали другие режиссёры, существенно изменив и сократив при этом сценарий (в 1985 году была восстановлена оригинальная версия, которая и издаётся в настоящее время на DVD).
После неудачи с «Королевой Келли» Штрогейм оказался отлучён от режиссуры; его и прежде неоднозначная репутация теперь была испорчена окончательно. В 1933 году он неожиданно получил предложение снять звуковой фильм, вышедший в прокат под названием «Привет, сестра!», однако и эта история закончилась конфликтом с киностудией, оригинальная версия была перемонтирована и изменена до неузнаваемости.

### После отлучения
После «Королевы Келли» Штрогейму в течение ряда лет пришлось перебиваться более или менее случайными заработками — в качестве актёра, сценариста, консультанта Находить работу помогали друзья и поклонники, обретённые в предыдущие годы; так Грета Гарбо выговорила для Штрогейма роль в фильме «Какой ты меня желаешь» (As You Desire Me, 1932), а в «Метро-Голдвин-Мейер» для него нашли в конце концов работу в литературном отделе, с небольшим, 150 долларов в неделю, но по крайней мере твёрдым заработком (как режиссёр Штрогейм получал на MGM 3 тысячи долларов в неделю).
Такая жизнь была слишком унизительна, и в 1936 году, получив предложение из Франции, от режиссёра Раймона Бернара, Штрогейм без сожаления покинул Голливуд. За успешно сыгранной в фильме Бернара («Marthe Richard au service de la France», 1937) ролью барона Эриха фон Людова последовали новые предложения, в том числе от Кристиана-Жака («Пираты на рельсах» и «Исчезнувшие из Сент-Ажиля», 1938) и Пьера Шеналя («Алиби» и «Дело Лафарж»); но ещё раньше — от горячего поклонника Штрогейма-режиссёра Жана Ренуара; роль Рауффенштайна в его фильме «Великая иллюзия» (1937) принесла настоящую славу Штрогейму-актёру.
Начавшаяся Вторая мировая война заставила Штрогейма в конце 1939 года вернуться в США. Здесь он играл на сцене (на Бродвее) и продолжал сниматься в кино; среди лучших ролей — фельдмаршал Роммель в фильме Билли Уайлдера «Пять гробниц по пути в Каир» (1943).
После войны, в 1946 году, Штрогейм вернулся во Францию, снимался у французских режиссёров, в том числе в фильме Ролана-Бернара «Портрет убийцы» (1949) — с Арлетти, Пьером Брассёром и Марселем Далио. Из-за сильного акцента играть ему приходилось преимущественно иностранцев; даже в «Наполеоне» Саша Гитри, собравшем едва ли не всех знаменитых на тот момент актёров, Штрогейму досталась роль Бетховена.
Соединённые Штаты после войны Штрогейм посетил лишь однажды, в 1950 году, чтобы сыграть в фильме Билли Уайлдера «Бульвар Сансет» Макса фон Майерлинга — некогда знаменитого режиссёра; «звезду» немого кино, отлучившую его (хотя и иначе, чем в жизни) от режиссуры, сыграла Глория Свенсон, и старый фильм, который забытая «звезда» смотрит в своём домашнем кинотеатре, — не что иное, как «Королева Келли».
Штрогейм трижды был женат, и стал отцом двух сыновей: Эриха фон Штрогейма-младшего (1916—1968) и Йозефа фон Штрогейма (1922—2002).
Штрогейм умер от рака предстательной железы в своём доме в пригороде Парижа, где и был похоронен.

## Творчество
Эрих фон Штрогейм был одним из тех режиссёров, которые в своих фильмах открывали новые возможности молодого вида искусства. От своего учителя Гриффита Штрогейм унаследовал потребность в эпическом размахе, реализованную, однако, принципиально иначе, на совершенно ином материале. В отличие от Гриффита и многих других современников, он стремился к созданию реалистичного кинематографа — к максимальной достоверности, вплоть до мельчайших подробностей, не только костюмов, реквизита и декораций (даже если декорация показывалась всего одним планом и тут же уничтожалась пожаром), но, в первую очередь, к подлинности переживаний, к воссозданию сложности человеческих характеров. В фильмах Штрогейма реалистично само течение времени: оно замедляется, растягивается в ключевых моментах, позволяя режиссёру запечатлеть все детали и нюансы, которые именно в такие моменты приобретают важность для его героев.
О причудах режиссёра слагали легенды и анекдоты, достоверность которых сейчас уже трудно проверить; однако исследователи принимают на веру рассказ о том, как во время съёмок «Весёлой вдовы» Штрогейм пришёл в ярость, обнаружив, что дверной колокольчик не работает. Снимался немой фильм, но режиссёру нужна была естественная реакция актёров на реальный звук.
Перфекционизм Штрогейма оказался преждевременным: в 20-х годах владельцы многих компаний ещё не рассматривали кинематограф как вид искусства, ещё не было телевидения — для демонстрации фильмов большой протяжённости, слабо развитый прокат вынуждал производителей ограничивать бюджеты фильмов, в которые Штрогейм не мог уложиться. Но, изданные на DVD, фильмы Штрогейма и в настоящее время находят поклонников.
Как актёр Эрих фон Штрогейм снялся более чем в семидесяти фильмах.

## Фильмография

### Режиссёр
| Год  |   | Русское название    | Оригинальное название | Примечания                                                                   |
| ---- | - | ------------------- | --------------------- | ---------------------------------------------------------------------------- |
| 1919 | ф | Слепые мужья        | Blind Husbands        | продюсер, сценарист, режиссёр, актёр (лейтенант Эрих фон Штойбен)            |
| 1920 | ф | Дьявольская отмычка | The Devil’s Pass Key  | сценарист, режиссёр; фильм утерян                                            |
| 1922 | ф | Глупые жёны         | Foolish Wives         | сценарист, режиссёр, актёр (граф Карамзин)                                   |
| 1923 | ф | Карусель            | Merry-Go-Round        | сценарист (в титрах не значится), режиссёр (был заменён на Руперта Джулиана) |
| 1924 | ф | Алчность            | Greed                 | сценарист, режиссёр, актёр (продавец воздушных шаров, в титрах не значится)  |
| 1925 | ф | Весёлая вдова       | The Merry Widow       | продюсер, сценарист, режиссёр                                                |
| 1928 | ф | Свадебный марш      | The Wedding March     | продюсер, сценарист, режиссёр, актёр (Никки)                                 |
| 1929 | ф | Королева Келли      | Queen Kelly           | сценарист, режиссёр                                                          |
| 1933 | ф | Привет, сестра!     | Hello, Sister         | сценарист, режиссёр (в титрах не значится)                                   |

### Актёр
| Год  |   | Русское название              | Оригинальное название                  | Роль                                     |
| ---- | - | ----------------------------- | -------------------------------------- | ---------------------------------------- |
| 1916 | ф | Нетерпимость                  | Intolerance                            | фарисей                                  |
| 1918 | ф | Сердце человечества           | The Heart of Humanity                  | Эрих фон Эберхард                        |
| 1919 | ф | Слепые мужья                  | Blind Husbands                         | лейтенант Эрих фон Штойбен               |
| 1922 | ф | Глупые жёны                   | Foolish Wives                          | граф Карамзин                            |
| 1923 | ф | Души на продажу               | Souls for Sale                         | камео                                    |
| 1928 | ф | Свадебный марш                | The Wedding March                      | принц Николас фон Вильделибе-Рауффенбург |
| 1929 | ф | Великий Габбо                 | The Great Gabbo                        | Габбо                                    |
| 1932 | ф | Какой ты меня желаешь         | As You Desire Me                       | Карл Сальтер                             |
| 1935 | ф | Преступление доктора Креспи   | The Crime of Doctor Crespi             | доктор Андре Креспи                      |
| 1937 | ф | Марта Ришар на службе Франции | Marthe Richard au service de la France | Эрих фон Людова                          |
| 1937 | ф | Великая иллюзия               | La grande illusion                     | фон Рауффенштайн                         |
| 1937 | ф | Алиби                         | L'alibi                                | профессор Винклер                        |
| 1937 | ф | Пираты на рельсах             | Les Pirates du rail                    | Чу Кинг                                  |
| 1938 | ф | Исчезнувшие из Сент-Ажиля     | Les Disparus de Saint-Agil             | Вальтер                                  |
| 1938 | ф | Гибралтар                     | Gibraltar                              | Марсон                                   |
| 1938 | ф | За фасадом                    | Derrière la façade                     | Эрик                                     |
| 1938 | ф | Дело Лафарж                   | L'affaire Lafarge                      | Дени                                     |
| 1940 | ф | Угрозы                        | Menaces                                | профессор Хофман                         |
| 1940 | ф | Я была авантюристкой          | I Was an Adventuress                   | Андре Дезормо                            |
| 1941 | ф |                               | So Ends Our Night                      | Бреннер                                  |
| 1943 | ф | Пять гробниц по пути в Каир   | Five Graves to Cairo                   | фельдмаршал Эрвин Роммель                |
| 1943 | ф | Северная звезда               | The North Star                         | фон Харден                               |
| 1945 | ф | Великий Фламарион             | The Great Flamarion                    | Великий Фламарион                        |
| 1945 | ф | Маска Дижона                  | The Mask of Diijon                     | Дижон                                    |
| 1949 | ф | Портрет убийцы                | Portrait d'un assassin                 | Эрик                                     |
| 1950 | ф | Бульвар Сансет                | Sunset Blvd                            | Макс фон Майерлинг                       |
| 1955 | ф | Наполеон: путь к вершине      | Napoléon                               | Людвиг ван Бетховен                      |